# Grafo regular
En teoría de grafos, un grafo regular es un grafo donde cada vértice tiene el mismo grado o valencia. Un grafo regular con vértices de grado k es llamado grafo k-regular o grafo regular de grado k.
Los grafos regulares de grado hasta 2 son fáciles de clasificar: Un grafo 0-regular consiste en un grafo con vértices desconectados, un grafo 1-regular consiste en un grafo con aristas desconectadas, y un grafo 2-regular consiste en un ciclo o unión disjunta de ciclos. Un grafo 3-regular se conoce como grafo cúbico. Un grafo completo Kn es (n-1)-regular.

Grafo 0-regular
Grafo 1-regular
Grafo 2-regular
Grafo 3-regular